# Kenji Kikawada
Kenji Kikawada (jap. 黄川田 賢司, Kikawada Kenji; * 28. Oktober 1974 in der Präfektur Saitama) ist ein ehemaliger japanischer Fußballspieler.

## Karriere
Kikawada erlernte das Fußballspielen in der Schulmannschaft der Sayamagaoka High School und der Universitätsmannschaft der Asia-Universität. Seinen ersten Vertrag unterschrieb er 1997 bei Consadole Sapporo. Der Verein spielte in der zweithöchsten Liga des Landes, der Japan Football League. 1997 wurde er mit dem Verein Meister der Japan Football League und stieg in die J1 League auf. Am Ende der Saison 1998 stieg der Verein in die J2 League ab. 2000 wurde er mit dem Verein Meister der J2 League und stieg wieder in die J1 League auf. Für den Verein absolvierte er 92 Spiele. 2002 wechselte er zum Zweitligisten Kawasaki Frontale. Für den Verein absolvierte er 39 Spiele. Ende 2003 beendete er seine Karriere als Fußballspieler.